# Golden Hour (Kygo)
Golden Hour è il terzo album in studio del DJ norvegese Kygo, pubblicato il 29 maggio 2020 dalla Sony Music.

## Promozione
Il primo singolo estratto, Higher Love, è stato realizzato con la cantante statunitense Whitney Houston ed è stato messo in commercio il 28 giugno 2019. Like It Is è stato presentato come secondo estratto il 27 marzo 2020 e vede la cantante svedese Zara Larsson e il rapper statunitense Tyga come artisti principali. Successivamente sono usciti I'll Wait, Freedom, Lose Somebody e The Truth, rispettivamente come terzo, quarto e quinto singolo estratto dal disco. Il 10 luglio successivo è stato pubblicato il video musicale della traccia Broken Glass, diretto da Griffin Stoddard.

## Tracce
1. The Truth (w/ Valerie Broussard) – 3:13 (Kyrre Gørvell-Dahll, Lena Leon, Valerie Broussard)
2. Lose Somebody (w/ OneRepublic) – 3:19 (Kyrre Gørvell-Dahll, Philip Plested, Ryan Tedder, Jacob Torrey, Morten Ristorp Jansen, Alexander Delicata, Alysa Vanderheym)
3. Feels Like Forever (w/ Jamie N Commons) – 3:37 (Kyrre Gørvell-Dahll, Jamie N Commons, Elias Caparis, Nicholas Petricca, Kevin Rey, Sean Waugaman, Eli Maiman, Benjamin Berger, Ryan McMahon)
4. Freedom (w/ Zak Abel) – 3:20 (Kyrre Gørvell-Dahll, Sandro Cavazza, Zak Zilesnik, Lawrie Martin)
5. Beautiful (w/ Sandro Cavazza) – 3:37 (Kyrre Gørvell-Dahll, Sandro Cavazza, Johan Lindbrandt)
6. To Die For (w/ St. Lundi) – 3:50 (Kyrre Gørvell-Dahll, Dermot Kennedy, Tom Martin, Brad Mair, Archie Langley)
7. Broken Glass (w/ Kim Petras) – 3:23 (Kyrre Gørvell-Dahll, Chloe Angelides, Kim Petras, Fran Hall, Lukasz Gottwald, Aaron Joseph)
8. How Would I Know (w/ Oh Wonder) – 3:00 (Kyrre Gørvell-Dahll, Jaymes Young, Lindsey Stirling, Patrick Martin)
9. Could You Love Me (w/ Dreamlab) – 3:22 (Kyrre Gørvell-Dahll, Daniel James)
10. Higher Love (w/ Whitney Houston) – 3:50 (Steve Winwood, William Jennings)
11. I'll Wait (w/ Sasha Sloan) – 3:35 (Kyrre Gørvell-Dahll, Sasha Sloan, Scott Harris)
12. Don't Give Up on Love (w/ Sam Tinnesz) – 3:09 (Kyrre Gørvell-Dahll, Valerie Broussard, Samuel Anton Tinnesz, James Bairian, Louis Castle)
13. Say You Will (w/ Patrick Droney & Petey) – 3:27 (Kyrre Gørvell-Dahll, Patrick Droney, Nick Furlong, Petey Martin)
14. Follow (w/ Joe Janiak) – 2:55 (Kyrre Gørvell-Dahll, Joe Janiak, Sean Douglas, Petey Martin)
15. Like It Is (w/ Zara Larsson & Tyga) – 3:01 (Kyrre Gørvell-Dahll, Dua Lipa, Nick Hodgson, Gez O'Connell, Zara Larsson, Petey Martin, Michael Stevenson)
16. Someday (w/ Zac Brown) – 3:43 (Kyrre Gørvell-Dahll, Nicholas Petricca, Nick Furlong)
17. Hurting (w/ Rhys Lewis) – 3:06 (Kyrre Gørvell-Dahll, Ryan Hennessy, Jimmy Rainsford, Jayson DeZuzio, Jonny Price)
18. Only Us (w/ Haux) – 3:22 (Kyrre Gørvell-Dahll, Woodson Black, Petey Martin)

Tracce bonus nell'edizione giapponese
1. Carry On (w/ Rita Ora) – 3:39 (Kyrre Gørvell-Dahll, Natalie Dunn, Rita Ora, Ilan Kidron, Afshin Salmani)
2. Not OK – 3:30 (Kyrre Gørvell-Dahll, Leah Haywood, Daniel James, David Brook, Rob Ellmore, Chelsea Cutler)
3. Think About You (w/ Valerie Broussard) – 3:29 (Henrik Meinke, Fanny Hultman, Jenson Vaugn, Sara Hjellström)

## Formazione
Musicisti
- Valerie Broussard – voce (traccia 1)
- Ryan Tedder – voce (traccia 2)
- Alex Delicata – chitarra (traccia 2)
- Tyler Spry – chitarra (traccia 2)
- Morten Ristorp – pianoforte (traccia 2)
- Brent Kutzle – programmazione (traccia 2)
- Jamie N Commons – voce (traccia 3)
- Zak Abel – voce (traccia 4)
- Sandro Cavazza – voce (traccia 5)
- St. Lundi – voce (traccia 6)
- Archie Langley – cori (traccia 6)
- Brad Mair – cori (traccia 6)
- Tom Martin – chitarra elettrica (traccia 6)
- Kim Petras – voce (traccia 7)
- Josephine Vander Gucht – voce (traccia 8)
- Anthony West – voce (traccia 8)
- Petey Martin – cori (tracce 8, 15 e 18), marimba e viola (traccia 8), chitarra elettrica (tracce 8, 13 e 15), sintetizzatore (tracce 8, 13, 15 e 18), chitarra (tracce 8 e 14), violoncello (tracce 8, 14 e 15), pianoforte e programmazione (tracce 8, 13, 14, 15 e 18), basso (traccia 13), batteria (tracce 13 e 15), tastiera (tracce 13 e 14), percussioni (tracce 13-15 e 18), chitarra acustica (tracce 14 e 18)
- Daniel James – voce (traccia 9)
- Whitney Houston – voce (traccia 10)
- Annie Stocking – cori (traccia 10)
- Claytoven Richardson – cori (traccia 10)
- Cornell "CC" Carter – cori (traccia 10)
- Cynthia Shiloh – cori (traccia 10)
- Greg "Gigi" Gonaway – cori (traccia 10)
- Jeanie Tracy – cori (traccia 10)
- Kitty Beethoven – cori (traccia 10)
- Larry Batiste – cori (traccia 10)
- Lydette Stephens – cori (traccia 10)
- Raz Kennedy – cori (traccia 10)
- Reneé Cattaneo – cori (traccia 10)
- Skyler Jett – cori (traccia 10)
- Sylvester Jackson – cori (traccia 10)
- Tina Thompson – cori (traccia 10)
- Narada Michael Walden – arrangiamento (traccia 10)
- Sasha Sloan – voce (traccia 11)
- Scott Harris – chitarra (traccia 11)
- Sam Tinnesz – voce (traccia 12)
- Patrick Drodney – voce (traccia 13)
- Zara Larsson – voce (traccia 15)
- Tyga – voce (traccia 15)
- Zac Brown – voce (traccia 16)
- Nick Furlong – voce e pianoforte (traccia 16)
- John Feldmann – chitarra (traccia 16)
- Nick Petricca – violoncello (traccia 16)
- Rhys Lewis – voce (traccia 17)
- Haux – voce (traccia 18)

Produzione
- Myles Shear – produzione esecutiva (eccetto traccia 10)
- Kygo – produzione
- Lena Leon – produzione vocale (traccia 1)
- Randy Merrill – mastering
- Șerban Ghenea – missaggio (eccetto traccia 6)
- Valerie Broussard – ingegneria del suono (traccia 1)
- Alex Delicata – co-produzione (traccia 2)
- Alysa Vanderheym – co-produzione (traccia 2)
- John Nathaniel – co-produzione (traccia 2)
- Rissi – co-produzione (traccia 2)
- Lawrie Martin – produzione (traccia 4)
- John Hanes – missaggio (traccia 4), ingegneria del suono (traccia 10)
- Tom Martin – produzione (traccia 6)
- Sören von Malmborg – missaggio (traccia 6)
- Chloe Angelides – produzione (traccia 7)
- Petey Martin – produzione (tracce 8, 13, 14, 15 e 18), produzione vocale (tracce 13, 14 e 18)
- Dreamlab – produzione vocale (traccia 9)
- Narada Michael Walden – produzione (traccia 10)
- David Frazer – ingegneria del suono (traccia 10)
- Lincoln Clapp – ingegneria del suono (traccia 10)
- Marc Reyburn – assistenza all'ingegneria del suono (traccia 10)
- The Gifted – produzione (traccia 11)
- Nick Furlong – produzione (traccia 16)

## Successo commerciale
Nella Official Albums Chart britannica Golden Hour ha debuttato alla 6ª posizione, diventando il secondo album del DJ ad esordire in top ten e totalizzando nel corso della sua prima settimana 5 047 unità. Nella classifica giapponese delle vendite fisiche e digitali, invece, ha esordito al 30º posto con 1 230 esemplari.

## Classifiche

### Classifiche settimanali
| Classifica (2020) | Posizione massima |
| ----------------- | ----------------- |
| Australia         | 9                 |
| Austria           | 20                |
| Belgio (Fiandre)  | 29                |
| Belgio (Vallonia) | 52                |
| Canada            | 2                 |
| Danimarca         | 15                |
| Estonia           | 8                 |
| Finlandia         | 7                 |
| Francia           | 34                |
| Germania          | 42                |
| Irlanda           | 7                 |
| Italia            | 30                |
| Lituania          | 8                 |
| Norvegia          | 1                 |
| Nuova Zelanda     | 11                |
| Regno Unito       | 6                 |
| Repubblica Ceca   | 95                |
| Slovacchia        | 46                |
| Spagna            | 12                |
| Stati Uniti       | 18                |
| Svezia            | 5                 |
| Svizzera          | 4                 |

### Classifiche di fine anno
| Classifica (2020) | Posizione |
| ----------------- | --------- |
| Norvegia          | 7         |
| Svezia            | 100       |
| Classifica (2021) | Posizione |
| Norvegia          | 19        |